# Thomas King Carroll

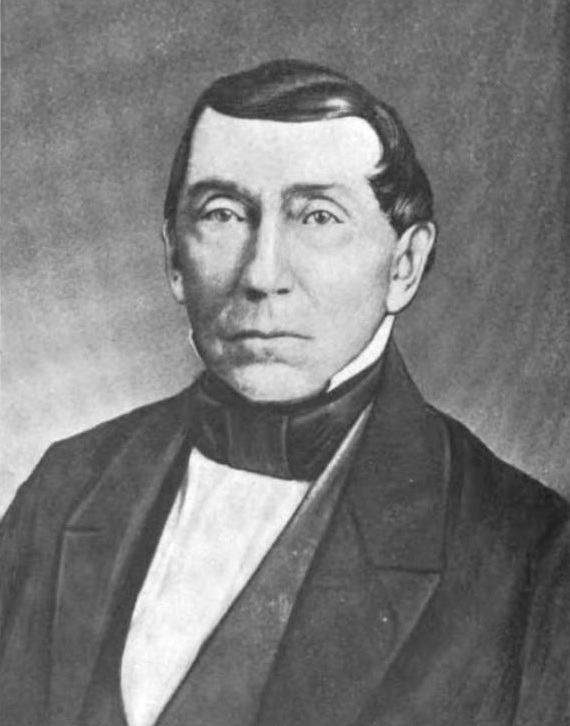
Thomas King Carroll

Thomas King Carroll (* 29. April 1793 im Dorchester County, Maryland; † 3. Oktober 1873 im Somerset County, Maryland) war ein US-amerikanischer Politiker und von 1830 bis 1831 Gouverneur des Bundesstaates Maryland.

## Frühe Jahre und politischer Aufstieg
Thomas Carroll besuchte die Charlotte Hall Academy, die Washington Academy und dann bis 1811 die University of Pennsylvania. Nach einem anschließenden Jurastudium wurde er 1814 als Rechtsanwalt zugelassen. Zwei Jahre später wurde er in das Repräsentantenhaus von Maryland gewählt. Dieses Mandat übte er von 1816 bis 1817 aus. Zwischen 1826 und 1829 war Carroll Richter am Vormundschaftsgericht im Somerset County (Orphan’s Court).

## Gouverneur von Maryland und weiterer Lebenslauf
Am 4. Januar 1830 wurde Thomas Carroll als Kandidat der Demokratischen Partei von der Legislative zum neuen Gouverneur seines Staates gewählt. In seiner einjährigen Amtszeit, die am 15. Januar 1830 begann, wurde ein Gesetz verabschiedet, das den Veteranen des Unabhängigkeitskrieges Unterstützung gewährleistete. Das Gefängnissystem wurde reformiert. Der Bau der Eisenbahn von Baltimore nach Ohio ging zügig voran. Im Januar 1831 unterlag er bei der Gouverneurswahl gegen seinen Vorgänger Daniel Martin, der nun auch sein Nachfolger werden sollte. In den 1840er Jahren arbeitete Carroll für die staatliche Lotterie in Maryland.
Als Zachary Taylor 1849 Präsident der Vereinigten Staaten wurde, ernannte er Carroll zum Marineoffizier des Hafens in Baltimore. 1850 zog er sich dann in den Ruhestand zurück. Er verstarb im Jahr 1873.

## Familie
Mit seiner Frau Julianna Stevenson hatte er neun Kinder, als älteste Anna Carroll (1815–1894), die eine bedeutende Rolle als Beraterin Lincolns während des Amerikanischen Bürgerkriegs spielte.